# Mezinárodní stratigrafická komise
Mezinárodní stratigrafická komise (anglicky International Commission on Stratigraphy, zkratka ICS, užívá se i český název Mezinárodní komise pro stratigrafii) je součástí Mezinárodní unie geologických věd (IUGS), která je zodpovědná za stanovení mezinárodních standardů ve stratigrafii. Jejím hlavním cílem je přesně definovat globální jednotky (systémy, série a etapy), mezinárodní chronostratigrafické tabulky, které pak jsou základem jednotek (období, epochy a věk) a mezinárodní geologické časové stupnice. Tím se stanovují celosvětové standardy základního měřítka pro vyjádření dějin Země.
Jedná se o stálou mezinárodní nevládní organizaci (INGO) s celosvětovou působností, která zasedá  častěji než jsou čtvrtletní schůzky, svolávané IUGS v rámci kongresů nebo pracovních skupin. Oficiální jazyky jsou angličtina a francouzština.

## Cíle
Jedním z hlavních úkolů ICS je vývoj multidisciplinárního (= spolupráce více vědních oborů při realizaci odborné a vědecko výzkumné činnosti) a celosvětově platného geologického časového měřítka. Tento projekt byl zahájen v roce 1974 a jeho cílem je zjednodušení regionálních paleontologických a geobiologických srovnání. Za tímto účelem by měl být  pro každou chronostratigrafickou jednotku, která splňuje jednotná kritéria, definován hraniční stratotyp GSSP (Global Stratotype Section and Point = celosvětová sekce stratotypů)
Kromě toho ICS stanovuje takzvaný GSSA (Global Standard Stratigraphic Age = celosvětový standard stratigrafického věku), který je založen na globálně ověřitelných tektonických cyklech (vzniku pohoří), definovaných pouze v absolutním věku a je určující pro téměř všechny hranice jednotek prekambria. Kromě toho ICS podporuje otevřenou a mezinárodní výměnu mezi vědci ze všech oblastí geologie.
Mezinárodní komise pro stratigrafii vytvořila řadu podkomisí, které působí regionálně nebo na vnitrostátní úrovni a jsou odpovědné za práci v terénu, za  lokalizaci místních výsledků a za organizaci vědeckých konferencí na místní úrovni.

## Vedení ICS
- Předseda: David A. T. Harper profesor vědy o Zemi a ředitel Van Mildert College. Durhamská univerzita
- Místopředseda: Brian T. Huber, předseda oddělení paleobiologie. Smithsonian Institution, Washington, D.C.
- Generální tajemník: Philip Gibbard, profesor Scott Polar Research Institute. Univerzita v Cambridge[1]

### Subkomise
Jsou organizační orgány se specifickými, dlouhodobými vědeckými úkoly, které řídí předseda, sekretářka a jeden nebo dva místopředsedové.
ICS má šestnáct subkomisí, které jsou zodpovědné za jednotlivé systémy phanerozoika, neoproterozoika, precambria a obecně za stratigrafickou klasifikaci:
- PRECAMBRIAN STRATIGRAPHY (stratigafie prekambria)
- CRYOGENIAN STRATIGRAPHY (stratigrafie kryogénu)
- EDIACARAN STRATIGRAPHY (stratigrafie ediakary)
- CAMBRIAN STRATIGRAPHY (stratigrafie kambria)
- ORDOVICIAN STRATIGRAPHY (stratigrafie ordoviku)
- SILURIAN STRATIGRAPHY  (stratigrafie siluru)
- DEVONIAN STRATIGRAPY  (stratigrafie devonu)
- CARBONIFEROUS STRATIGRAPHY  (stratigrafie karbonu)
- PERMIAN STRATIGRAPHY  (stratigrafie permu)
- TRIASSIC STRATIGRAPHY  (stratigrafie triasu)
- JURASSIC STRATIGRAPHY  (stratigrafie jury)
- CRETACEOUS STRATIGRAPHY  (stratigrafie křídy)
- PALEOGENE STRATIGRAPHY  (stratigrafie paleogenu)
- NEOGENE STRATIGRAPHY  (stratigrafie neogenu)
- QUATERNARY STRATIGRAPHY  (stratigrafie kvarteru)
- STRATIGRAPHIC CLASSIFICATION.[1](stratigrafická klasifikace=zařazování do ucelených systémů)

## Publikace
ICS publikuje různé výsledky a vědecké práce, stejně jako pravidelně aktualizované pokyny. Jsou zveřejňovány v Mezinárodních stratigrafických tabulkách (International Stratigraphic Chart).
Tyto tabulky shrnují jak návrhy, o nichž se v současnosti diskutuje, tak aktuální pokyny vydané na posledním zasedání ICS. Návrhy ICS jsou formulovány jako doporučení a zabývají se datováním a výběrem geologických formací a dalších stratigrafických jednotek, a také otázkami nomenklatury. Dokud nejsou ratifikovány nebo odmítnuty zastřešující organizací IUGS, nejsou oficiální. Ve skutečnosti  však vědci z oboru geologie obvykle výsledky zasedání ICS  bezodkladně přijímají a uplatňují. Výjimky jsou vzácné a týkají se případů, kdy dochází k zásadnímu rozporu názorů i po dlouhé diskusi na zasedáních komise. Taková témata jsou pak řešena na valném shromáždění IUGS.

### Seznam úředních časopisů ICS
- Episodes – čtvrtletní zpravodaj a vědecký časopis a monografie vyplývající z vědeckých aktivit IUGS.
- Lethaia – přední mezinárodní časopis, který zdůrazňuje nový vývoj a objevy v paleobiologickém a biostratigrafickém výzkumu. Lethaia je oficiální publikační místo Mezinárodní paleontologické asociace (IPA) a Mezinárodní komise pro stratigrafii (ICS).  Lethaia publikuje články mezinárodního významu v oblasti paleontologie a stratigrafie. Články se soustředí na vývoj nových myšlenek, metod a popisů nových prvků širokého významu.
- Newsletters on Stratigraphy – mezinárodní časopis, který publikuje články mezinárodního významu o stratigrafických záležitostech (popisy nových stratotypů, nové definice stávajících stratotypů, nové přístupy k rozdělení stratigrafických jednotek a diskuse o problémech spojených s určitými hranicemi).[1]

### Jiné publikace
- Stratigrafie – časopis, který slouží jako platforma pro výzkum větších otázek ve stratigrafii, s cílem vysvětlit širší důsledky pokroku ve stále více specializovaných subdisciplinách.
- GeoArabia – mezinárodní časopis, který publikuje špičkové studie geologických věd o ropě na Středním východě
- Carnets de Géologie – dvojjazyčný e-časopis geoscience uvádí memoáry, články a dopisy, které se týkají sedimentologie, stratigrafie a paleontologie.[1]

## Ocenění
Mezinárodní komise pro stratigrafii uděluje každé čtyři roky dvě ceny ICS vynikajícím vědcům z oblasti geologie.  První ocenění byla udělena na 32. IGC ve Florencii v roce 2004;  druhý a třetí na 33. a 34. IGC v Oslo v roce 2008 a v Brisbane v roce 2012.
Ocenění je ve dvou úrovních:
- Medaile Digby McLarena je udílena za soubor mezinárodně významných příspěvků ke stratigrafii.
- Medaile ICS je udílena za vysoce kvalitní výzkum ve stratigrafii. Uznává se jediný významný úspěch při šíření stratigrafických znalostí.[1]